# آندریا هنکل
آندریا هنکل (آلمانی: Andrea Henkel؛ زادهٔ ۱۰ دسامبر ۱۹۷۷) ورزشکار دوگانه اهل آلمان بود.
وی همچنین برندهٔ جوایزی همچون برگ بوی نقره‌ای شده‌است.